# 劉昭 (成化進士)
劉昭（？—？），字大章，直隸保定府安州新安縣人，軍籍，明朝政治人物。

## 生平
成化十年（1474年）甲午科順天鄉試第三十九名舉人，十四年（1478年）中式戊戌科會試第一百三十八名，二甲第七十名進士。

## 家族
曾祖劉德甫；祖父劉原；父劉滄，巡檢。